# Bugwelle von Bremerhaven

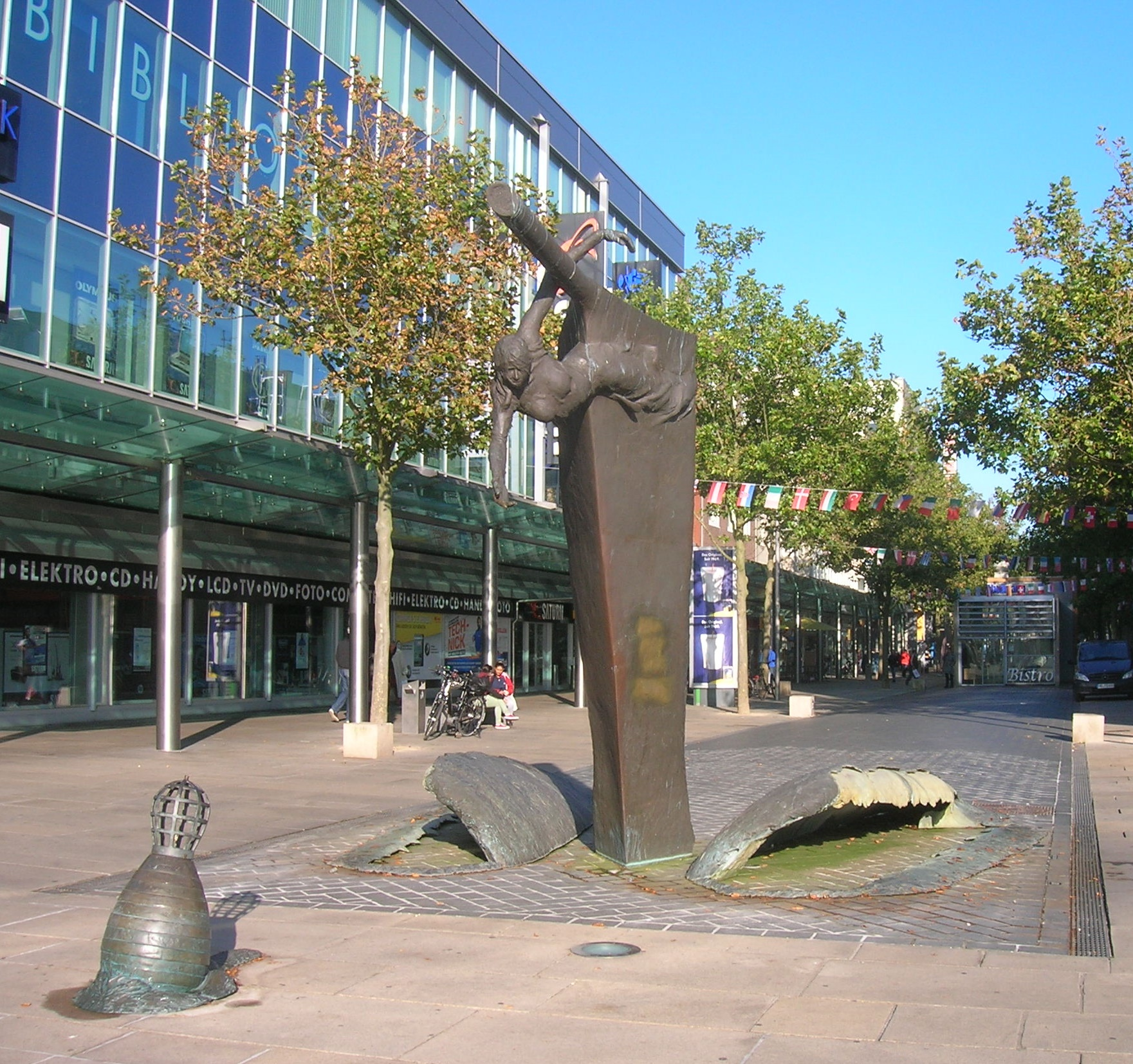
Brunnenskulptur Bugwelle von Bremerhaven, Innenstadt von Bremerhaven, Konzept: Norbert Marten und Christel Mandos-Feldmann

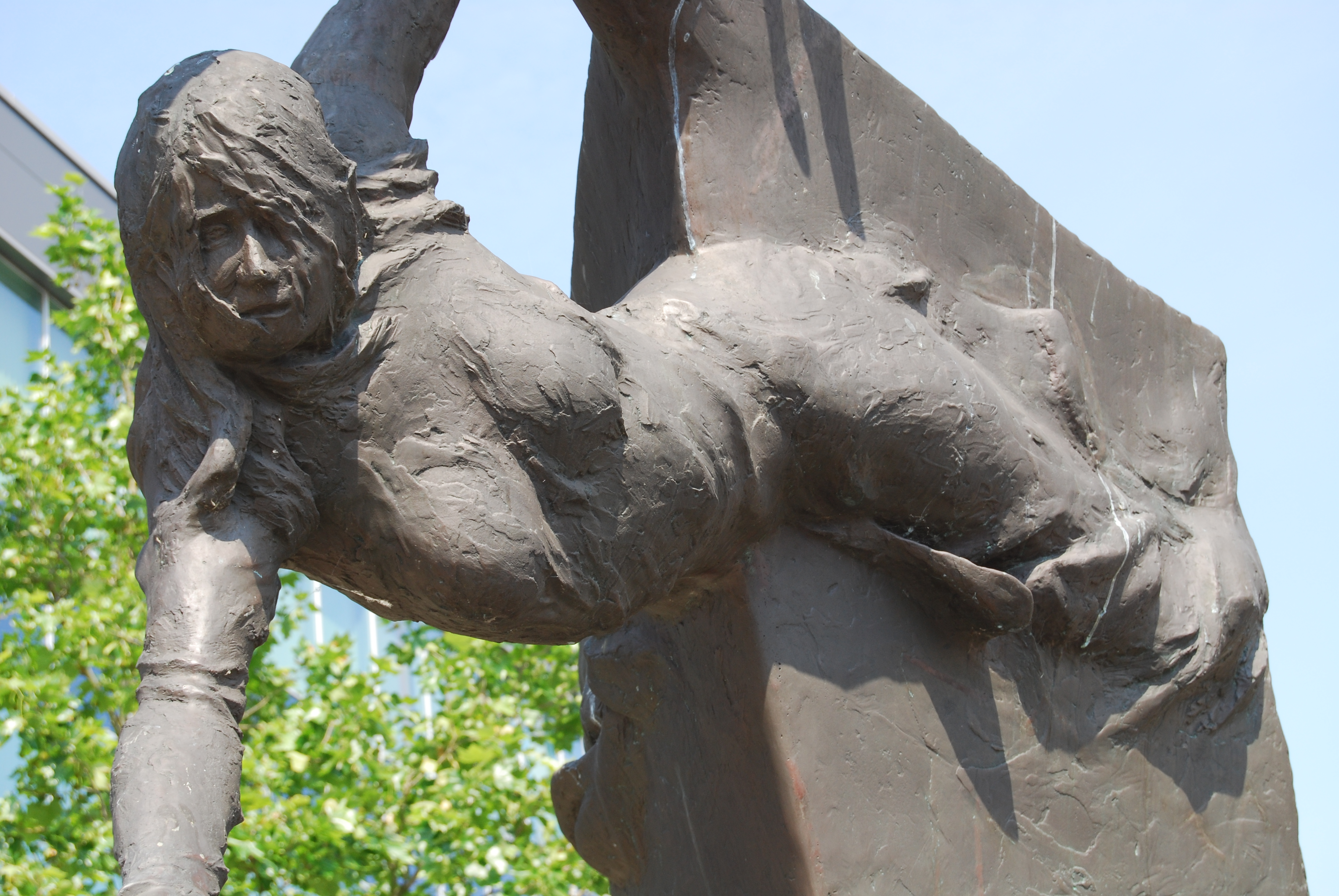
„Galionsfigur“ des Skulpturbrunnens Bugwelle von Bremerhaven in Bremerhaven, Bildhauer Norbert Marten

Die Bugwelle von Bremerhaven ist eine Brunnenskulptur in Bremerhaven, die von Norbert Marten und Christel Mandos-Feldmann konzipiert, durch Norbert Marten ausgeführt und durch Bremerhavens Oberbürgermeister Jörg Schulz im Mai 2002 eingeweiht wurde.

## Beschreibung
Die mittig in die Bürgermeister-Smidt-Straße platzierte Brunnenskulptur Bugwelle von Bremerhaven ist ein als Bronze ausgeführter Schiffsbug mit weiblicher Galionsfigur und zwei seitlich abgesetzten Bugwellenstücken, über die Wasser fließt. Seine rückwärtige Seite gibt Einblick in einen Schiffsrumpf mit reduziert modellierten Tampen und Bootsmaterialien. Bug und Figur erinnern an ein Wahrzeichen Bremerhavens im Hafen des Deutschen Schifffahrtsmuseums, die historische Bark Seute Deern.
Die weibliche Galionsfigur begrüßt die Besucher der Fußgängerzone. Sie neigt sich aus einer Höhe von 5 Metern den Besuchern mit offener Geste so entgegen, dass die Hand von den Passanten erreicht werden kann. Bewegt sich der Betrachter um die Figur herum, ändert sich der Altersausdruck des Gesichtes. Die Gesichtsformen einer jungen Frau scheinen sich in die einer alten zu verwandeln und umgekehrt.
Vor der Brunnenanlage steht geneigt eine Tonne, also ein schwimmendes Seezeichen, das in Anlehnung an die Schlüsseltonne aus dem Jahr 1664 in Bronze gegossen wurde.
Die Bugwellen, die eigentlichen Brunnenelemente, werden in frostfreier Zeit mit Wasser aus der unterirdischen Brunnenkammer überflutet und ebenso wie Galionsfigur, Schiffsbug und Tonne mit Scheinwerfern angestrahlt. Noch die trockenen Bugwellen sind als Wasser deutbar und geben dem imaginären Schiff somit Wasser unter den Kiel.
Die Bronzen wurden im Sandgussverfahren durch die Kunstgießerei Harms in Oldenburg (Oldenburg) hergestellt.

## Konzept
Die Bugwelle von Bremerhaven ist mit städtebaulichen, historischen, wirtschaftlichen und sozialen Bedingungen in Bremerhaven konzeptuell verknüpft:
- Sie gibt die kulturelle „Fahrt-Richtung“ am Eingang der der 2002 erneuerten Fußgängerzone „Bürger“ am Theodor-Heuss-Platz an, und bringt sie so mit Bremerhavens Kulturzone, mit dem Stadttheater Bremerhaven und dem Kunstmuseum Bremerhaven, dem Deutschen Schiffahrtsmuseum und dem Bürgermeister-Smidt-Denkmal in Verbindung.
- Sie transportiert die Beliebtheit der historischen Barke Seute Deern in die Innenstadt und spiegelt dort die wirtschaftliche Dynamik von Schifffahrt und Schiffbau.
- Soziale Vielfalt bestimmt das innerstädtische Bild Bremerhavens. In der Innenstadt ist jeder willkommen. Die Galionsfigur der Bugwelle von Bremerhaven begrüßt alle Besucher in diesem Sinne.

So soll die Brunnenskulptur mit maritimer Thematik verschiedene Ansprüche Bremerhavens als maritimer Standort repräsentieren: Verbindung und Verbindlichkeit, Dynamik, Offenheit, Richtung und Sicherheit.